# Swartzia simplex
Swartzia simplex är en ärtväxtart som först beskrevs av Olof Swartz, och fick sitt nu gällande namn av Spreng.. Swartzia simplex ingår i släktet Swartzia och familjen ärtväxter. IUCN kategoriserar arten globalt som livskraftig.

## Underarter
Arten delas in i följande underarter:
- S. s. continentalis
- S. s. grandiflora
- S. s. simplex